# بییاین
بییاین دهستانی در استان آستوریاس اسپانیا است.
در این دهستان ۱٬۸۹۵ نفر زندگی می‌کنند. مساحت این دهستان ۱۳۲٫۴۶ کیلومتر مربع است.